# Ołeh Płotnycki

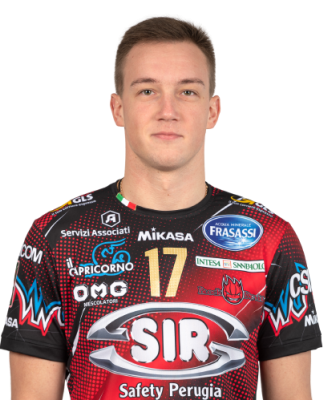
Ołeh Płotnycki zawodnikiem Sir Safety Perugia

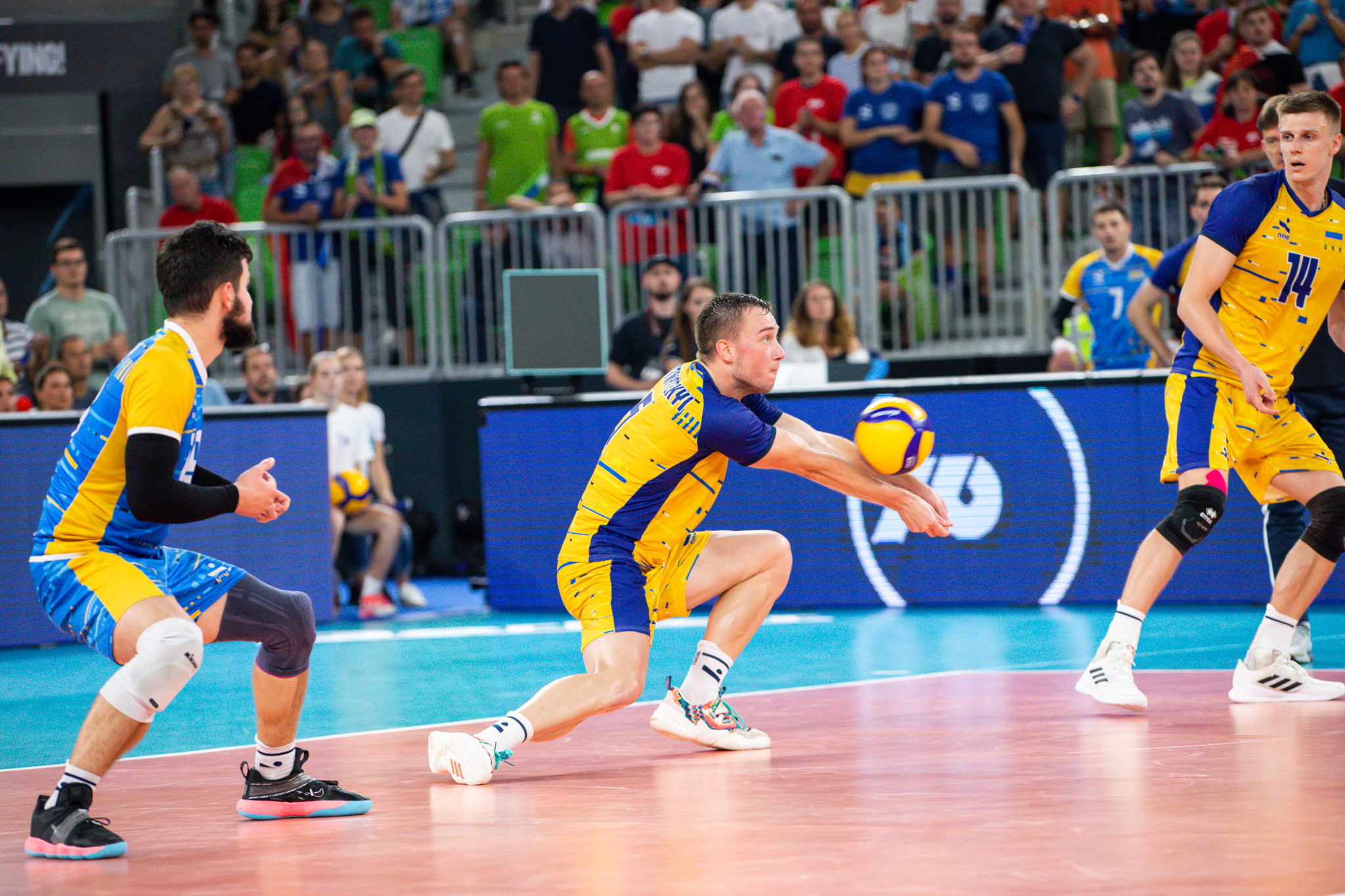
Ołeh Płotnycki podczas przyjmowania zagrywki w meczu z reprezentacją Słowenii na Mistrzostwach Świata 2022

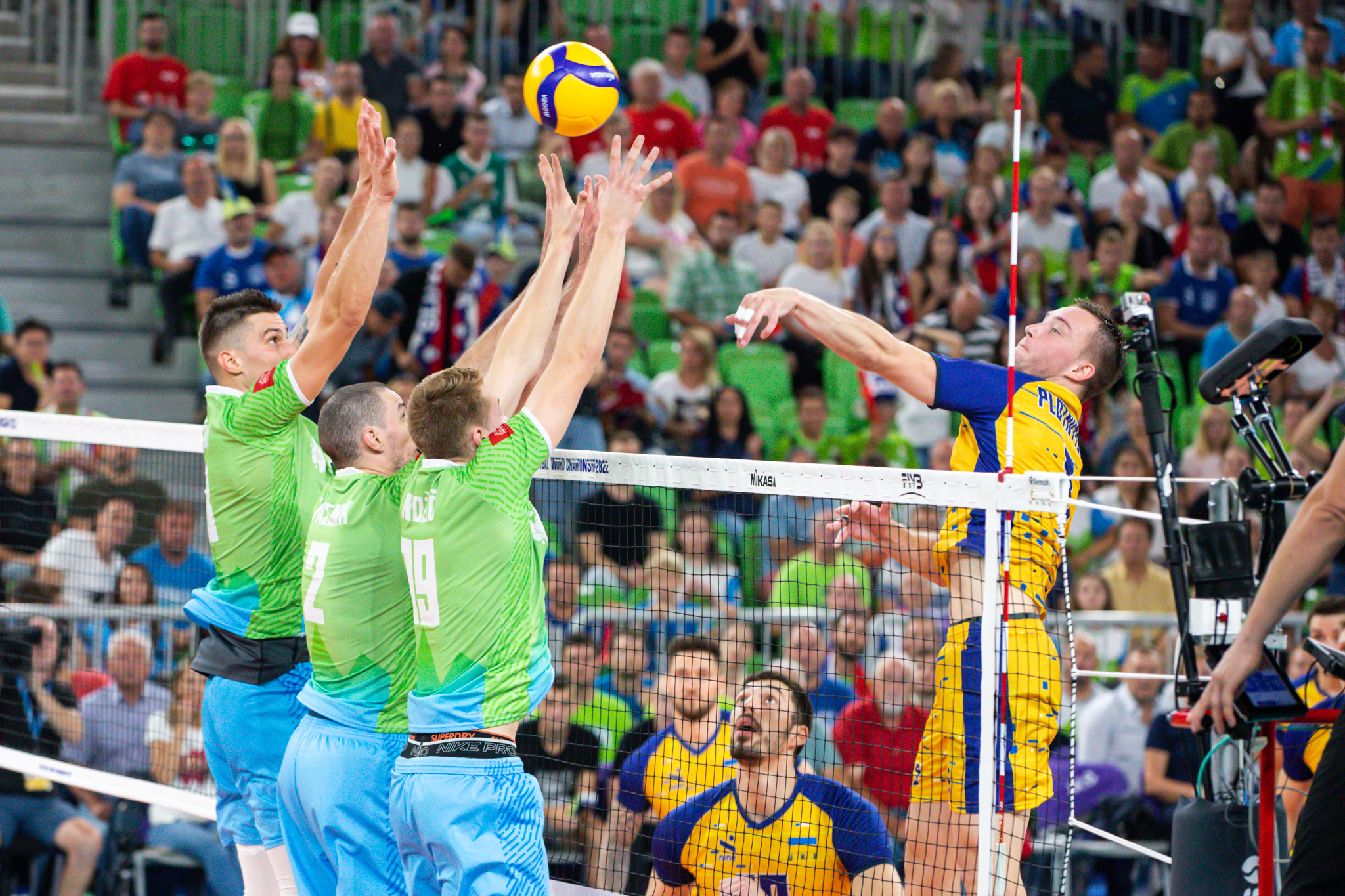
Ołeh Płotnycki podczas kiwania piłki nad blokiem siatkarzy Słowenii na Mistrzostwach Świata 2022

Ołeh Jurijowycz Płotnycki (ukr. Олег Юрійович Плотницький, ur. 5 czerwca 1997 w Winnicy) – ukraiński siatkarz, grający na pozycji przyjmującego, reprezentant Ukrainy. 
Urodził się w rodzinie siatkarzy. Jego żoną jest ukraińska siatkarka Anna Stepaniuk. 9 lipca 2021 roku urodził im się syn Światosław.
12 stycznia 2025 roku w 16. kolejce we włoskiej Superlega (2024/2025) w meczu przeciwko drużynie Itas Trentino doznał kontuzji  uszkodzenie mięśnia podkolanowego w prawej nodze.
W 2025 roku zdecydował się zakończyć reprezentacyjną karierę.

## Przebieg kariery
| Lata                      | Klub                         |
| ------------------------- | ---------------------------- |
| 2009–2015                 | Jurydyczna akademіja Charków |
| 2015–2017 (do 20.11.2017) | Łokomotyw Charków            |
| 2017–2019 (od 23.11.2017) | Vero Volley Monza            |
| 2019–                     | Sir Safety Perugia           |
| Po sezonie 2023/2024      | Al Arabi Ad-Dauha            |

## Sukcesy klubowe
Puchar Ukrainy:
- 2015

Mistrzostwo Ukrainy:
- 2016, 2017

Puchar Challenge:
- 2019

Superpuchar Włoch:
- 2019, 2020, 2022[9], 2023[10], 2024[11]

Mistrzostwo Włoch:
- 2024[12]
- 2021, 2022[13]
- 2025[14]

Puchar Włoch:
- 2022[15], 2024[16]

Klubowe Mistrzostwa Świata:
- 2022[17], 2023[18]

Liga Mistrzów:
- 2025[19]

## Sukcesy reprezentacyjne
Mistrzostwa Europy Juniorów:
- 2016

Liga Europejska:
- 2021, 2023

## Nagrody indywidualne
- 2016: MVP i najlepszy przyjmujący Mistrzostw Europy Juniorów
- 2022: MVP finału Superpucharu Włoch[20]
- 2022: Najlepszy siatkarz 2022 roku na Ukrainie[21]
- 2023: MVP i najlepszy przyjmujący Klubowych Mistrzostw Świata[22]
- 2024: MVP turnieju finałowego Pucharu Włoch
- 2025: Najlepszy przyjmujący turnieju finałowego Ligi Mistrzów[23]